# Crateromys heaneyi
Crateromys heaneyi är en gnagare i familjen råttdjur (Muridae) som förekommer i centrala Filippinerna.

## Utseende
Denna gnagare påminner mer om en ekorre än om ett råttdjur. Den har lång brunaktig päls, ibland med ljusare fläckar, och en yvig svans. Med en absolut längd av cirka 61 cm är arten näst störst inom släktet Crateromys.
Svansen är med 30 till 34 cm lite längre än huvud och bål tillsammans. Arten har 6,0 till 6,7 cm långa bakfötter, 2,0 till 2,4 cm stora öron och en vikt av 930 till 1045 g. Ansiktet kännetecknas av en naken ring kring varje öga med mörk hud. Crateromys heaneyi har breda framtassar och fötter med elfenbensfärgade klor vid tårna. Honor har två par spenar vid ljumsken. Dessutom är honans urinrör långdragen och det kan missuppfattas som en penis.

## Utbredning
Djuret lever endemiskt på ön Panay i centrala Filippinerna. Populationen upptäcktes så sent som 1987 och den beskrevs 1996 som art. Arten vistas i låglandet och i kulliga områden upp till 400 meter över havet. Enligt lokalbefolkningen kan den hittas i ännu högre regioner. Habitatet utgörs av tropiska regnskogar.

## Ekologi
Individerna vilar på dagen i trädens håligheter. Efter skymningen klättrar de i växtligheten och letar efter föda. Crateromys heaneyi äter unga mjuka blad, frukter och störa mjuka frön. Med människans vård kan arten leva nio år.
Honor och hannar kan leva ensam, i par eller i mindre familjegrupper. När ett vuxet par lever tillsammans sover de ofta tät intill varandra. Hannar som lever ensam accepterar vanligen honor i reviret. När de träffas skapas ett socialt band genom att pressa mot respektives nos. Förutom ihåliga träd används jordhålor mellan trädens rötter som viloplats. Hos arten förekommer även bon av kvistar och stora blad som fodras med torrt gräs och löv.
Nyfödda ungar kan förekomma under alla årstider. Per kull föds en unge eller tvillingar. Antagligen deltar modern och fadern i ungarnas uppfostring.
Ifall födan inte äts per en gång transporteras den med hjälp av tänderna. Troligen täcks vätskebehovet främst med födan. Exemplar med permanent tillgång till vatten drack bara tillfällig.

## Status
Arten hotas främst av skogsavverkningar i samband med skogsbruk eller etablering av jordbruksmark. Ibland dödas en individ för köttets skull. Utbredningsområdet är begränsat och beståndet minskar. IUCN listar Crateromys heaneyi därför som starkt hotad (Endangered).